# John Forbes Nash
John Forbes Nash Jr (13. června 1928 – 23. května 2015) byl americký matematik pracující v oblastech teorie her a diferenciální geometrie. Jeho slibně se rozvíjející kariéru matematika na takřka třicet roků výrazně zkomplikovala schizofrenie, navzdory tomu vytrval ve své práci. V roce 1994 mu byla za přínos k teorii her udělena Nobelova cena za ekonomii. Společně s ním ji získali i další dva matematici Reinhard Selten a John Harsanyi.
V populární kultuře je znám jako hlavní postava filmu Čistá duše o jeho matematickém nadání a souboji s duševní nemocí.

## Život

### Dětství a mládí
Narodil se v malém městečku Bluefield v oblasti Appalačských vrchů v Západní Virginii v USA. Jeho otec John Nash starší byl elektrotechnickým inženýrem a důvodem jeho přistěhování se do města Bluefield bylo zaměstnání v elektrárenské firmě Appalachian Electric Power. Jeho matka Virginie Martin, bluefieldská rodačka, studovala na West Virginia University a po studiích se věnovala vyučování jazyků, a to i přesto, že během svého studia prodělala spálu a částečně ztratila sluch.
Nash už jako dítě projevoval velký zájem o různé vědecké pokusy a mnoho času strávil čtením a experimentováním, zavřený ve svém pokoji, ze kterého si vyrobil provizorní laboratoř. Zatímco jeho sestra Martha byla úplně obyčejným dítětem, Johnny se už v dětství od jiných odlišoval.

### Osobní život
Na Massachusettském technologickém institutu (MIT) se potkal s Aliciou Lopez-Harrison de Lardé, studentkou matematiky pocházející ze Salvadoru. V roce 1957 se s ní oženil a o dva roky později se jim narodil syn John Charles Martin. Stal se taktéž matematikem, ale stejně jako jeho otec trpěl paranoidní schizofrenií. Nash měl ještě jednoho syna Johna Davida, jehož matkou byla Eleanor Stier. Odmítl však s ním mít cokoliv společného.
Alicia se s ním roku 1963 rozvedla, ale roku 1970 se k němu vrátila. Podle Nashova životopisu od autorky Sylvie Nasar žili spolu John a Alicia jako „dva vzdáleně příbuzní jedinci pod jednou střechou“. Poté, co Nash získal Nobelovu cenu, obnovili svůj vztah a 1. června 2001 se znovu stali manžely. Oba zemřeli společně při autonehodě vozidla taxislužby v New Jersey dne 23. května 2015.

### Schizofrenie
Roku 1958, kdy se John Nash ocitl na vrcholu své kariéry, začaly se u něj projevovat první příznaky rozvíjející se duševní poruchy. Vůbec první vážnější atakou jeho nemoci bylo přesvědčení, že prostřednictvím deníku The New York Times s ním pomocí šifer komunikují obyvatelé vzdálené galaxie. Začal být paranoidní, a poté co se jeho choroba a s ní i jeho problémy v komunikaci rapidně zhoršily, byl umístěn do McLeanovy soukromé nemocnice poblíž Bostonu. V nemocnici roku 1959 byla jeho diagnóza určena jako paranoidní schizofrenie. Po absolvování problematického pobytu v Paříži a Ženevě se Nash vrátil roku 1960 do Princetonu. Až do roku 1970 střídavě pobýval v různých psychiatrických nemocnicích a podstoupil rozličné formy terapie.
Některé druhy léčby pravděpodobně nebyly vhodně zvoleny a přispěly ke zhoršování jeho stavu. Lékaři totiž podcenili klíčový význam práce a komunity při překonávání duševní poruchy. V případě Johna Nashe se jako nejúčinnější krok k jeho vyléčení jevilo administrativní rozhodnutí princetonské fakulty matematiky a výpočetního centra, které Nashovi v tomto těžkém období povolily využívat prostředky univerzity pro jeho výzkum. V povědomí studentů se tak stal „fantómem Fine Hall“ (Fine Hall je matematické centrum v Princetonu), záhadnou postavou, která uprostřed noci čmárá po tabulích tajemné rovnice. Díky podpoře manželky Alicie Nash vytrval jak ve své práci, tak i v komunitě, kde jeho výstřednosti zůstaly nepovšimnuty a mezi jinými zájmy rozvinul svůj zájem o výpočet přesných hodnot velkých čísel. Tento výzkum ho přivedl do princetonských výpočetních středisek, kde pro svou práci vyvinul počítačové programy vysoké úrovně. Zároveň tak byl v užším kontaktu s lidmi z Princetonu a od konce 80. let 20. století začal aktivně využívat elektronickou poštu pro komunikaci s matematiky. Odborná veřejnost tak dostala možnost zjistit, že nová práce legendárního Johna Nashe má význam a hodnotu. Tato skupina matematiků potom navrhla Johna Nashe komisi Švédské národní banky, která uděluje Nobelovu cenu, jako kandidáta v oblasti ekonomie.
Devadesátá léta 20. století znamenala návrat génia – Nashovi se podařilo zvládnout projevy své duševní choroby. Jeho poslední práce se zabývala zajímavými spekulacemi o pokročilé teorii her.

### Vědecká kariéra

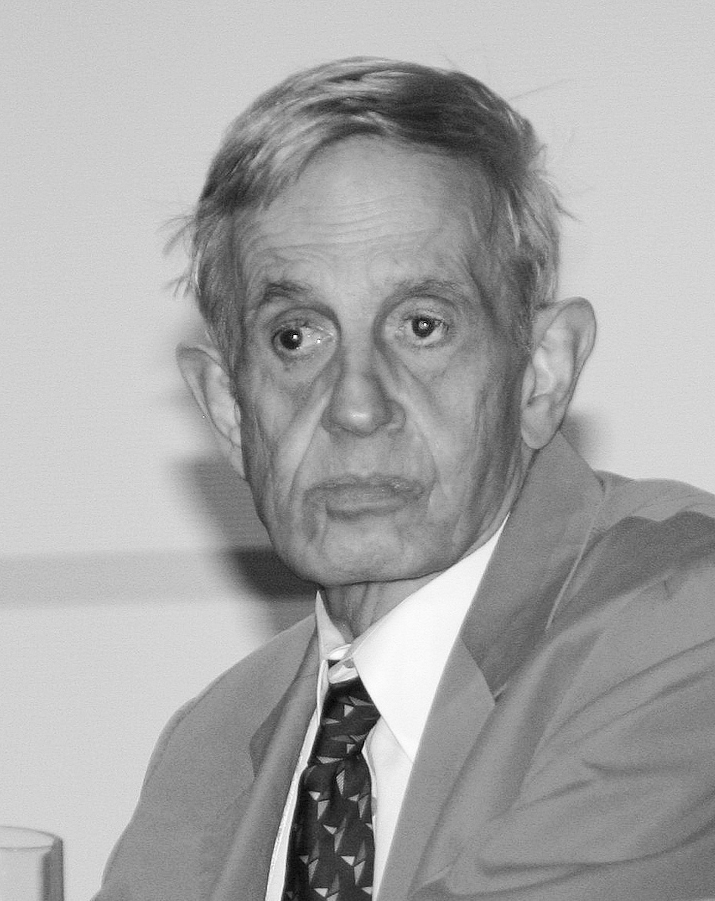
John Forbes Nash v roce 2006

V létě roku 1950 pracoval pro RAND Corporation v kalifornském městě Santa Monica, kam se nakrátko vrátil i v létech 1952 a 1954. Od roku 1950 zároveň vyučoval matematiku na Princetonu a studoval. Podařilo se mu vyhnout se vojenské službě. V tomto období dokázal platnost tzv. Nashova teorému vnoření, důležitého výsledku v diferenciální geometrii o mnohotvárnosti.
Od roku 1951 do jara roku 1959 působil na MIT a oddychový rok strávil prací v Institutu pro pokročilé studium v Princetonu. V létech 1965–1967 zastával místo výzkumného pracovníka na Brandeis University. Mezi léty 1945 a 1996 publikoval 23 vědeckých prací. Až do smrti se věnoval matematice v Princetonu a byl velmi opatrný ve styku s neznámými lidmi, zasvěcení hovořili o jeho suchém humoru.
Na Nashovu kariéru měla zásadní vliv podpora jeho ženy Alicie. Povzbuzovala ho, když trpěl halucinacemi, a chápala, že jakékoli nevýrazné zapojení do činnosti princetonské komunity matematiků Nashovi velmi prospívalo. Mimo to Alicia odvážně pracovala v muži ovládaném odvětví jako počítačová programátorka, aby materiálně zabezpečila sebe, manžela a syna.

## Ocenění
- 1978 – John Von Neumann Theory Prize za objev nekooperativní rovnováhy, dnes známé jako Nashova rovnováha
- 1994 – Cena Švédské národní banky za rozvoj ekonomické vědy na památku Alfreda Nobela za práci na teorii her v době postgraduálního studia v Princetonu
- 2015 – Abelova cena